# Dolley Madisonová
Dorothea „Dolley“ Payneová Toddová Madisonová (20. května 1768, New Garden, Guilford County, Severní Karolína – 12. července 1849, Washington, D.C.) byla žena 4. amerického prezidenta Jamese Madisona a první dáma od 4. března 1809 do 3. března 1817. Podle četných výzkumů je nejpopulárnější první dámou devatenáctého století. Svým vkusem udávala kurz tehdejší módy.

## Život
Narodila se na plantáži v Severní Karolíně otci Johnu Paneovi ml. a matce Mary Colesové Payneové. Rodiče patřili ke kvakerům. „Dolley“ navštěvovala místní venkovskou školu, ale další vzdělání jí bylo upřeno. Rodina se přestěhovala do Filadelfie a z plantáže propustila na svobodu všechny otroky. John Paine ml. začal podnikat, zadlužil se a firma zkrachovala. Kvakeři je vyloučili ze svého společenství a živitel rodiny v roce 1792 zemřel.
„Dolley“ se v roce 1790 provdala za kvakerského advokáta Johna Todda, měli dva syny Johna Paynea (1792–1852) a Williama Templea (1793). John Todd i jeho novorozený syn William v roce 1793 zemřeli při rozsáhlé epidemii žluté zimnice.
Roku 1794 se vdova „Dolley“ provdala za Jamese Madisona, kvakeři ji vyloučili ze svého společenství, neboť se provdala za muže jiného vyznání. V roce 1801 se Madison stal ministrem zahraničí ve vládě Thomase Jeffersona a jelikož prezident i jeho viceprezident byli vdovci, „Dolley“ tak často vykonávala při recepcích povinnosti první dámy.
V roce 1809 se James Madison stal 4. prezidentem USA a jeho žena „Dolley“ první dámou země. Manželé pořádali recepce pro rozmanité skupiny lidí, takže se na recepcích mohli potkat například stavitel krbů i francouzský velvyslanec. První dáma se snažila vylepšovat a pečovat o Bílý dům. Sbírala tradiční americké recepty a sama je servírovala. Některé nesou dodnes její jméno („Dolley Madison Icecream“, „Dolley Madison Cake“)
V létě 1814 se Madisonovi stali jediným americkým prezidentským párem, který určitý čas nebydlel v Bílém domě, protože je odtud vyhnala britská armáda. „Dolley“ svou statečností zachránila mnoho cenností a písemností, mezi nimi i oblíbený portrét George Washingtona, který dosud visí v Bílém domě. Brity z hlavního města vyhnal hurikán, ale Bílý dům podlehl požáru. Při nástupu nového prezidenta Jamese Monroea v roce 1817 byl opět vystavěn.
Prezidentský pár se přestěhoval do Virginie, kde v roce 1836 Madison zemřel. Dvojnásobná vdova „Dolley“ se odstěhovala zpět do Washingtonu. Jako poctu pro svého manžela získala křeslo ve Sněmovně reprezentantů (v době, kdy pro ženy v politice nebylo místo).
12. července 1849 v hlavním městě Spojených států Dolley Madisonová zemřela.